# 突厥國家組織
突厥國家組織（英語：Organization of Turkic States），舊稱突厥議會或全称突厥语国家合作委员会（英語：Cooperation Council of Turkic-Speaking States，缩写为），是一個旨在促進各突厥國家合作的國際組織。該組織的創立理念最早由哈萨克斯坦前總統努尔苏丹·纳扎尔巴耶夫提出，並且於2009年10月3日正式於亞塞拜然纳希切万自治共和国城市納希切萬成立。2021年11月12日更名為現名。
該組織的秘書長席位設於土耳其城市伊斯坦堡，目前正式成員國有亞塞拜然、哈萨克斯坦、吉尔吉斯、土耳其及乌兹别克斯坦。囿於其憲法規定的中立國地位，土庫曼斯坦目前尚未成為該組織的正式成員，但出於其突厥國家性質的考量，該國被視爲未來可能的成員國，並已於2021年取得觀察員地位。烏茲別克斯坦於2018年4月30日表達出加入的興趣，並最終於2019年9月12日正式加入。自2018年以來，匈牙利就成爲該組織的觀察成員國，並可能在未來提出晉升爲正式成員國的要求。
2020年，乌克兰政府宣佈該國可能會成爲未來的觀察員國。

## 历史
1991年蘇聯解體後，中亞及高加索地區出現權力真空，土耳其故把握時機開始加強與其他中亞及高加索地區前蘇聯突厥語族國家的接觸，土耳其亦被西方世界認为是向前蘇聯地區輸送西方民主價值及自由經濟理念的窗口。作为北約的一員及歐洲聯盟的親密夥伴，土耳其在制衡伊朗及沙烏地阿拉伯方面發揮重要作用。
與此同時，中亞地區的突厥語族國家一直以來都是蘇聯的經濟短板。該地的人均收入長期以來低於蘇聯平均標準，並且經濟發展疲弱，1970年代，該地區的人均收入僅为蘇聯平均的四分之三，到1990年代差距甚至拉大至三分之二。在前蘇聯突厥語族諸國中，僅亞塞拜然一國在財政上能夠不依賴莫斯科政府的撥款。由於分屬不同冷戰陣營，該時期土耳其與其他突厥國家的接觸相當有限：1992年，土耳其與這些突厥國家的貿易額为2.837億美元，僅佔當年土耳其對外貿易額的0.8%。
蘇聯解體後，土耳其開始幫助各突厥國家發展經濟，同時亦鼓勵統一的突厥國家聯盟。突厥國家是重要的戰略高地，當地亞塞拜然有800萬人口，哈薩克斯坦有1400萬，吉爾吉斯有500萬，烏茲別克斯坦則有2500萬。土耳其亦因此嘗試通過成爲突厥國家的龍頭而增強其本身的地區影響力。土耳其前總統蘇萊曼·德米雷爾就曾放言要建立一個地區寬廣的突厥世界，“從亞得里亞海一直到中國長城”
2009年10月3日，亞塞拜然、哈薩克斯坦、吉爾吉斯及土耳其四國簽署《納克希萬協議》成立突厥議會，總部设在伊斯坦堡。
2012年，突厥議會正式確立其會旗。
2018年4月30日，乌兹别克斯坦宣布加入突厥委员会。并出席即将在比什凯克举行的本组织峰会。它于2019年9月12日正式申请加入成为会员国。
自2018年底以来，匈牙利一直是观察员，可以有申请正式成员资格。2020年，乌克兰副外长埃米内·切帕表示乌克兰希望成为观察员。
2021年5月3日，阿富汗正式向土耳其申请突厥议会观察员地位，但因2021年7月喀布尔政变导致阿富汗伊斯兰共和国覆灭，塔利班执政的阿富汗伊斯兰酋长国表示将无限期搁置有关申请。
2022年，北賽普勒斯土耳其共和國成为观察员国。
2023年，伊朗主导的经济合作组织获接纳为该组织第一个观察员组织。

## 旗幟
該組織的會旗最早於2012年的第二次峯會期間確立。會旗融合了當時四個成員國國旗的元素：哈薩克斯坦國旗的淺藍色背景、吉爾吉斯斯坦國旗的太陽圖案、阿塞拜疆國旗的星星圖案、以及土耳其國旗的新月圖案。
2024年11月6日，OTS比什凯克峰会上修改了该组织的旗帜，加入白色八角星以代表土库曼斯坦和乌兹别克斯坦的国家总统标准符号，并因应2023年吉尔吉斯斯坦国旗形状修改，而尽量拉直了中间的太阳形。

## 目標及使命
《納希切萬條約》的首章明確提出，突厥議會的所有成員國需遵守《聯合國憲章》，並將突厥議會定義爲促進各突厥國家全方位合作的國際組織，同時強化地區乃至全球和平。
《納希切萬條約》中對該組織的目標及使命定義爲：
- 加強各方互信及友誼；
- 發展各成員國共同的外交立場；
- 共同對抗國際恐怖組織、分裂主義、極端主義及跨境犯罪；
- 對各成員國皆有共同利益的領域，提升有效的區域及雙邊合作關係；
- 共同創造良好的貿易及投資條件；
- 追求全面、平衡的經濟增長及社會文化發展；
- 擴展各方在科學、技術、教育、健康、文化、體育及旅遊方面的互動；
- 鼓勵各方大衆傳媒及其他通信方式的互動；
- 加強各方相關司法諮詢的互換，以及提升司法合作。

## 成员国

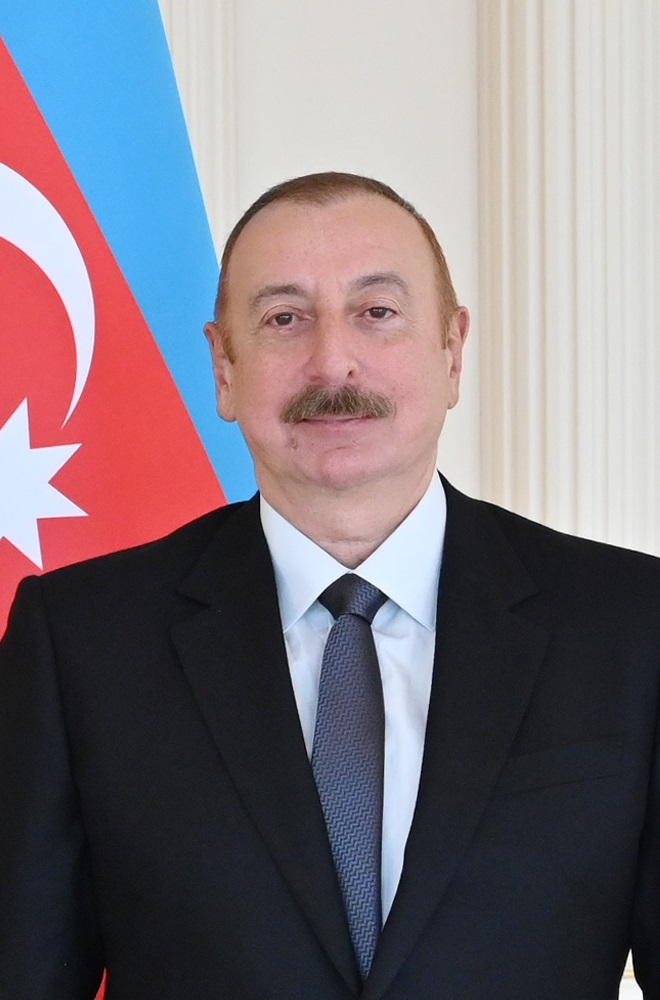
阿塞拜疆共和国 伊尔哈姆·阿利耶夫 阿塞拜疆总统
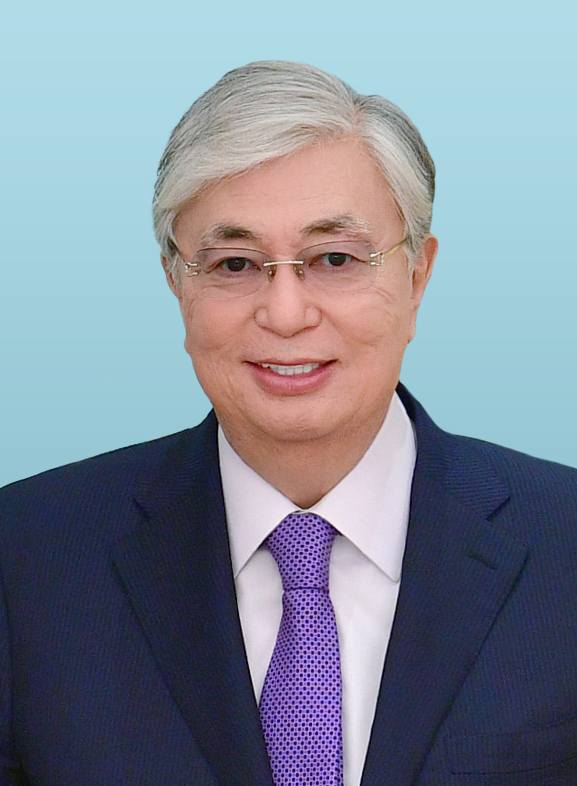
哈萨克斯坦共和国 卡瑟姆若马尔特·托卡耶夫 哈萨克斯坦总统
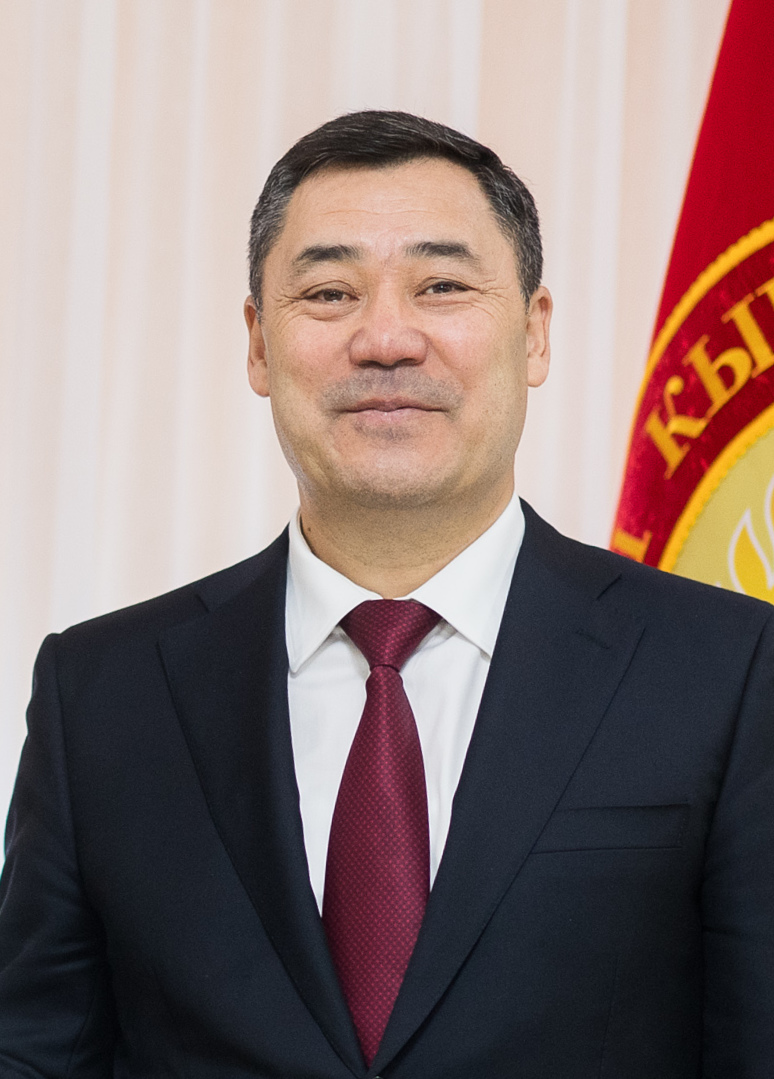
吉尔吉斯共和国 萨德尔·扎帕罗夫 吉尔吉斯斯坦总统
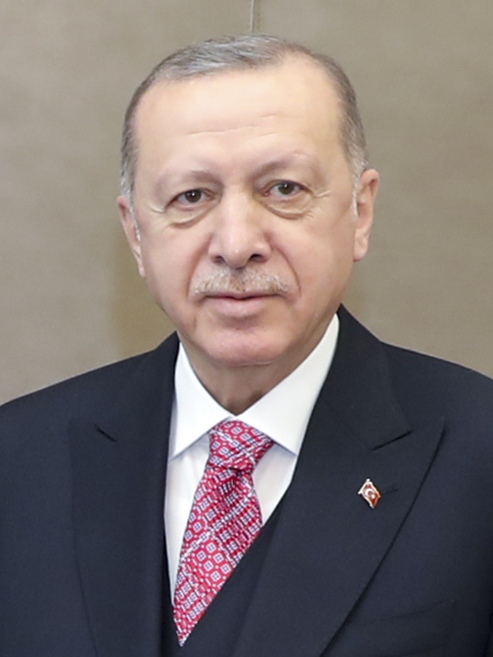
土耳其共和国 雷杰普·塔伊普·埃尔多安 土耳其总统
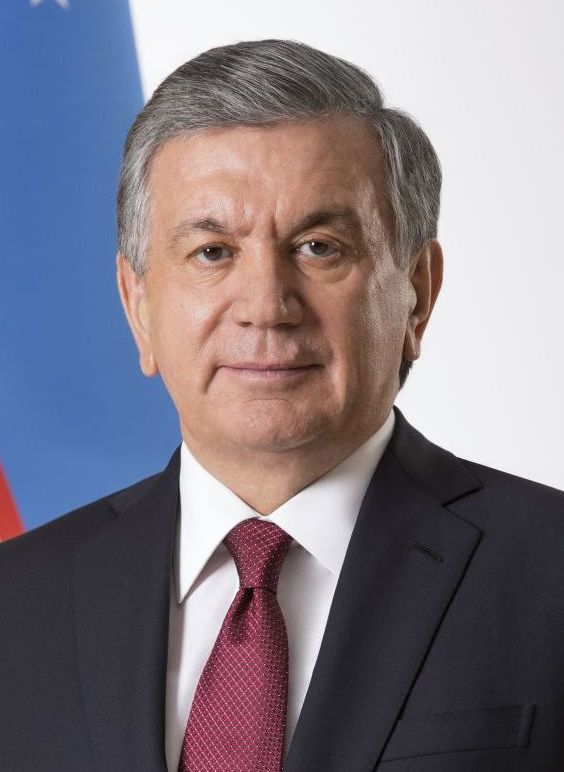
乌兹别克斯坦共和国 沙夫卡特·米尔济约耶夫 乌兹别克斯坦总统

### 正式成員國
| 國家   | 加入年份 | 人口 (2021年) | 面積(平方千里) | 國內生產總值(名義) 2019 | 人均國內生產總值(名義) 2019 |
| ------ | -------- | ------------- | -------------- | ----------------------- | --------------------------- |
|        | 創始國   | 10,312,992    | 86,600         | $480億                  | $4,794                      |
|        | 創始國   | 19,196,465    | 2,724,900      | $1800億                 | $9,731                      |
|        | 創始國   | 6,527,743     | 199,900        | $85億                   | $1,309                      |
| 土耳其 | 創始國   | 84,775,404    | 783,562        | $7545億                 | $9,042                      |
|        | 2019年   | 34,081,449    | 447,400        | $580億                  | $1,725                      |
| 總計   | 總計     | 144,074,862   | 4,242,362      | $1.049兆                | $8,966                      |

### 觀察員國
| 國家       | 加入年份 | 人口(2021年) | 面積(平方千里) | 國內生產總值 (名義) | 人均國內生產總值 (名義) (2019) |
| ---------- | -------- | ------------ | -------------- | ------------------- | ------------------------------ |
| 匈牙利     | 2018年   | 9,709,786    | 90,030         | $1610億             | $16,475                        |
| 北塞浦路斯 | 2022年   | 6,341,855    |                |                     |                                |
| [ 29 ]     | 2021年   | 6,341,855    | 491,210        | $400億              | $6,966                         |

### 未來可能觀察員國
| 國家   | 人口(2021年) | 面積(平方千里) | 國內生產總值(名義) | 人均國內生產總值 (名義) (2019) |
| ------ | ------------ | -------------- | ------------------ | ------------------------------ |
| 乌克兰 | 43,531,422   | 603,628        | $1610億            | $3,659                         |

## 合作項目
由於《納希切萬條約》明確提出要增強各成員國間的全方位合作，故突厥議會自成立以來所開展的各項項目領域都相當綜合，當中有六大主題：經濟、文化、教育、運輸、傳統風俗及移民管理。

### 經濟合作
1992年，蘇聯解體之後的一年，土耳其成立土耳其合作與協調署，負責該國對外援助事宜。初期，該組織的重心在中亞及高加索突厥國家，20世紀後，開始發展中東、非洲、巴爾幹半島、拉丁美洲甚至太平洋島國業務。

### 能源合作
能源合作是突厥議會的另一重心。2005年，巴庫-第比利斯-傑伊漢管線正式啓用，起點爲亞塞拜然首都巴庫，途徑喬治亞首都第比利斯，最後到達土耳其位於地中海的傑伊漢港口。
2018年，塔納普天然氣管線竣工，從亞塞拜然開始，橫跨整個土耳其，西達歐盟國家希臘及義大利，該項目甚至被視爲土耳其與突厥兄弟國家亞塞拜然友誼的體現。管線的竣工儀式上，齊聚了土耳其、塞爾維亞、烏克蘭、亞塞拜然的政府首腦。

### 文化合作

#### 書寫字母
土耳其語使用拉丁字母書寫，拉丁字母一直被推舉爲突厥國家意識形態的表現，爲土耳其政府一直努力向其他突厥國家推廣。烏茲別克斯坦、阿塞拜疆、土庫曼斯坦亦相繼將國語文字從原本斯拉夫式的西里爾字母轉爲通用突厥語字母，現在哈薩克斯坦亦開始着手文字轉換。土耳其政府亦一直致力幫助這些突厥國家順利完成文字轉換的過程，並且由土耳其文化部及土耳其語言協會負責監督。
2022年10月，成立突厥共同字母表委员会。

#### 突厥文化國際組織
突厥文化國際組織 (TÜRKSOY) 成立於1993年，其作用相當於突厥世界的聯合國教科文組織，包含了土耳其、阿塞拜疆、哈薩克斯坦、吉爾吉斯斯坦、烏茲別克斯坦及土庫曼斯坦，致力創造一個共同的突厥文化圈。

#### 教育
突厥議會一直致力於加強各成員國之間的大學交流，數個獎學金項目亦被創立以幫助區域內的大學生參加交換項目。當中兩個大學的作用顯著：分別是土耳其及哈薩克合辦的阿赫馬德·阿薩維大學（在研究中亞及安納托利亞共同的伊斯蘭神祕主義發展方面成就卓越）以及土耳其和吉爾吉斯斯坦合辦的瑪納斯大學（強項爲吉爾吉斯斯坦歷史及文學認同）

#### 宗教
在伊斯蘭教法學上，土耳其屬於哈乃斐派國家，該教派亦被認爲是制衡沙地阿拉伯及伊朗原教主義的重要制衡力量。土耳其宗教事務部除了負責土耳其國內的宗教事務，同時亦負責協調和控制突厥國家的宗教發展。在埃爾多安治下，土耳其通過興建清真寺來擴展宗教影響力。爲2018年，中亞最大的清真寺——比什凱克中央清真寺建立，埃爾多安參加了剪綵儀式。

## 挑戰與衝突

### 居倫運動
由法圖拉·居連領導的居倫運動以土耳其爲大本營，在中亞地帶影響力強大。1999年，烏茲別克斯坦繼俄羅斯之後開始取締其本土的居倫運動。同一段時期，居連亦開始流亡美國。
2013年，居連和埃爾多安的關係破裂。2016年土耳其發生政變，埃爾多安認定居連爲幕後黑手。根據時任土耳其總理比納利·耶爾德勒姆的說法，政變導致了265人死亡及1440人受傷。埃爾多安故致信美國，要求歐巴馬將居連引渡回土耳其。
居連本人堅決否認與政變事件有關。各突厥國家亦開始站隊土耳其，哈薩克斯坦及亞塞拜然決定關閉其國境內所有居倫主義學校。吉爾吉斯則要求這些學校更名，並且將置於政府監管治下。

### 土庫曼斯坦的中立國地位
土庫曼斯坦屬突厥國家，但囿於其憲法明確規定的國家中立性，土庫曼斯坦暫未加入突厥國家組織，僅於2021年成為其觀察員國。1995年12月12日，聯合國認可土庫曼斯坦的中立國地位。

### 匈牙利
2018年，匈牙利總理與突厥議會簽署相關協議，正式成爲該組織的觀察成員國。匈牙利的主體民族馬扎爾人亦被認爲是突厥民族的一個分支。維克多稱“這將爲土耳其—匈牙利雙邊關係的新起點”。
匈牙利借此舉表達了對中亞地區的興趣。2018年，匈牙利參加世界遊牧民族運動會，並且表示希望能夠和各突厥國家加深合作。

## 成员国领导人

### 成员国
- 阿塞拜疆共和国
伊尔哈姆·阿利耶夫
阿塞拜疆总统
- 哈萨克斯坦共和国
卡瑟姆若马尔特·托卡耶夫
哈萨克斯坦总统
- 吉尔吉斯共和国
萨德尔·扎帕罗夫
吉尔吉斯斯坦总统
- 土耳其共和国
雷杰普·塔伊普·埃尔多安
土耳其总统
- 乌兹别克斯坦共和国
沙夫卡特·米尔济约耶夫
乌兹别克斯坦总统

### 观察员国

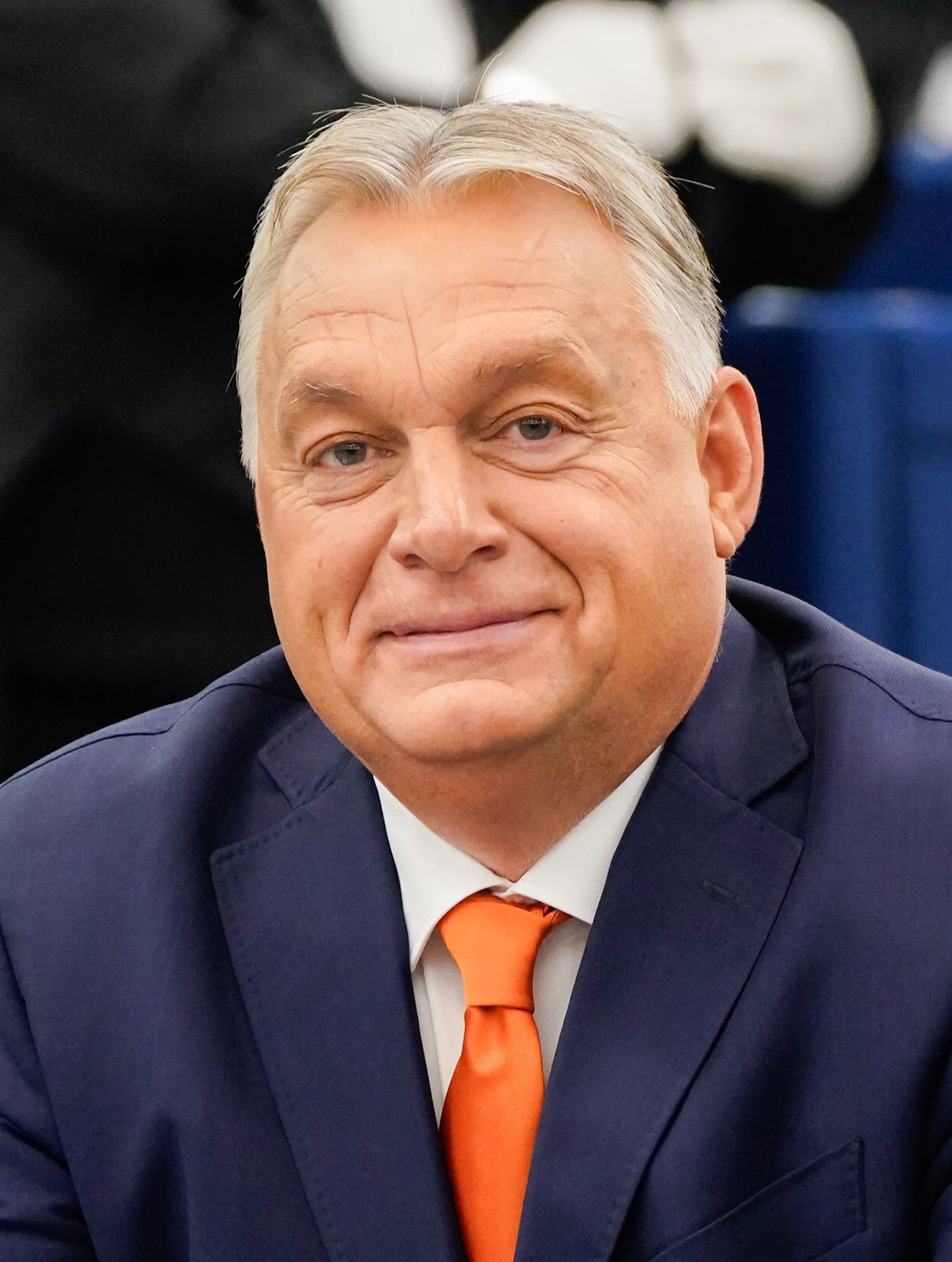
匈牙利共和国 欧尔班·维克托 匈牙利总理
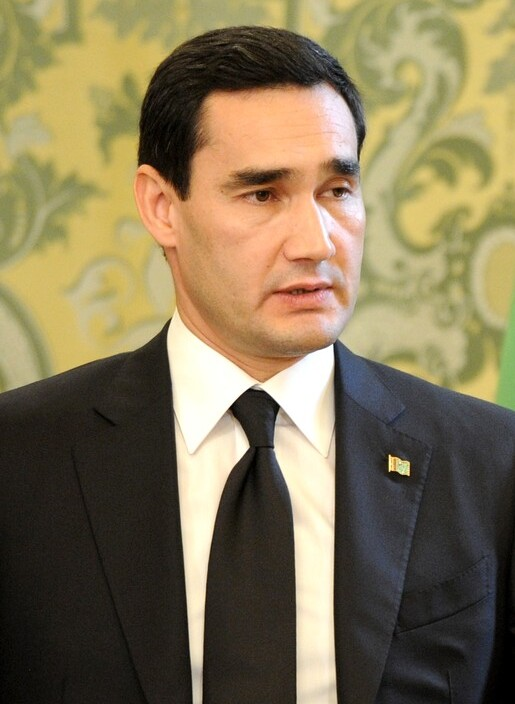
土库曼斯坦 谢尔达尔·别尔德穆哈梅多夫 土库曼斯坦总统
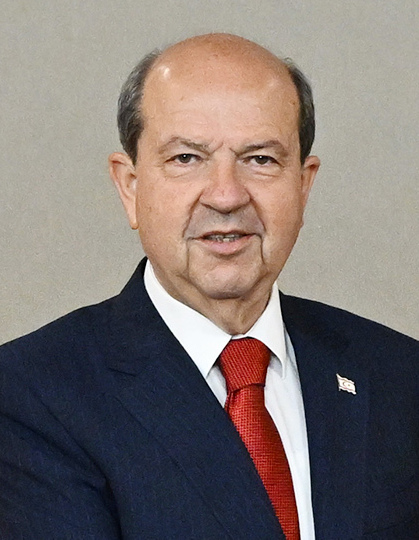
北塞浦路斯土耳其共和国 埃尔辛·塔塔尔 北塞浦路斯总统

## 下屬組織

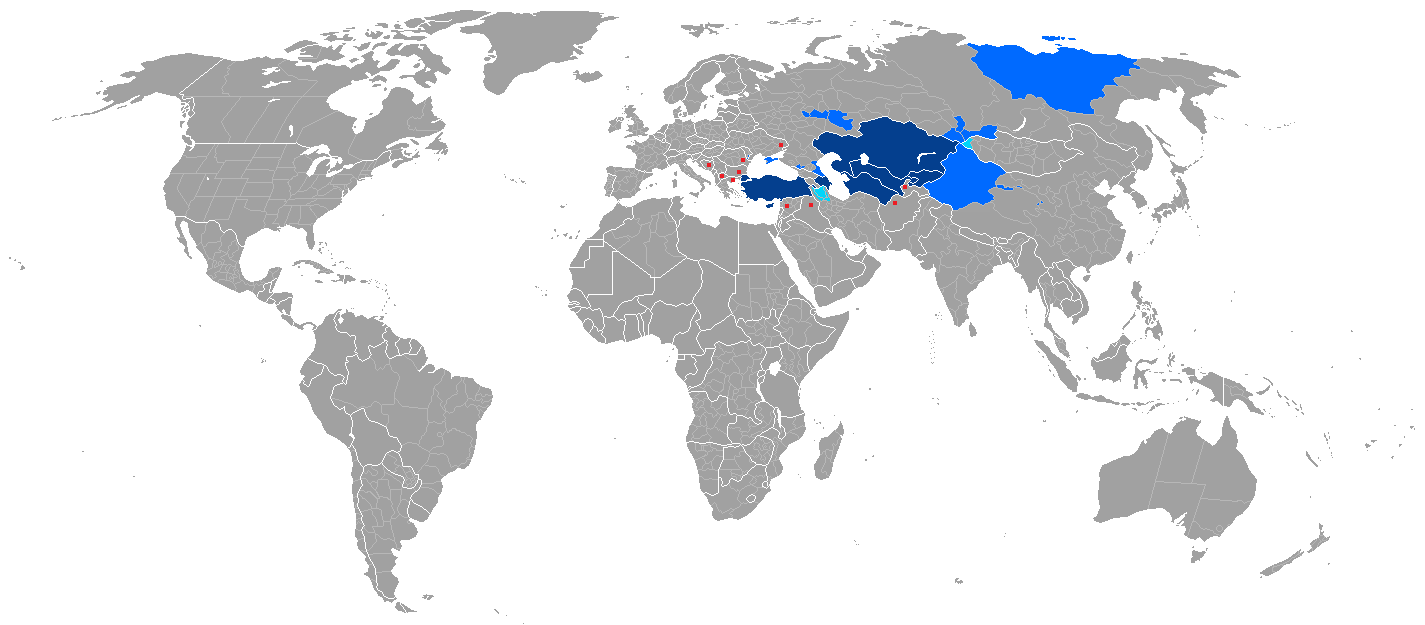
突厥語族在全球的分佈

突厥議會有以下下屬組織：
- 突厥語言國家議會
- 突厥文化国际组织
- 國際突厥學院
- 突厥文化遺產基金會
- 遊牧文明中心
- 突厥商業會員會

## 参閲
- 突厥语系
- 突厥语族群
- 突厥语民族政权列表

## 外部連結
- 官方网站
- Text of  Nakhchivan Agreement （页面存档备份，存于）

template:Economic Cooperation Organization
template:Turkic topics
template:Regional organizations
template:Countries and languages lists